# Selenocosmia pritami
Selenocosmia pritami är en spindelart som beskrevs av Sarah Creecie Dyal 1935. Selenocosmia pritami ingår i släktet Selenocosmia och familjen fågelspindlar.
Artens utbredningsområde är Pakistan. Inga underarter finns listade i Catalogue of Life.